# Афанасьев, Михаил Юрьевич
Михаи́л Ю́рьевич Афана́сьев (род. 30 декабря 1954) — российский дипломат. Чрезвычайный и полномочный посол (2013).

## Биография
Окончил МГИМО МИД СССР (1980). На дипломатической работе с 1980 года.
- В 2000—2005 годах — заместитель директора Департамента кадров МИД России.
- С 28 февраля 2005 по 29 октября 2010 года — чрезвычайный и полномочный посол Российской Федерации в Эфиопии[1][2].
- С 9 ноября 2006 по 29 октября 2010 года — полномочный представитель Российской Федерации при Африканском союзе в Аддис-Абебе по совместительству[3][2].
- С 24 ноября 2010 по 2019 год — директор Департамента информационного обеспечения МИД России.
- С 16 сентября 2019 года по 20 мая 2024 года — чрезвычайный и полномочный посол Российской Федерации в Албании[4][5].

## Дипломатический ранг
- Чрезвычайный и полномочный посланник 2 класса (6 мая 2004)[6]
- Чрезвычайный и полномочный посланник 1 класса (11 февраля 2008)[7]
- Чрезвычайный и полномочный посол (13 июня 2013)[8]

## Награды
- Орден Дружбы (27 марта 2023) — за большой вклад в реализацию внешнеполитического курса Российской Федерации и многолетнюю добросовестную дипломатическую службу[9]